# دانيو أزرق
دانيو أزرق (الاسم العلمي:Danio kerri) (بالإنجليزية: Blue danio)‏ هو نوع من الأسماك يتبع جنس الدانيو من فصيلة الشبوطيات.